# 理查德·皮尔金顿
理查德·皮尔金顿（英語：Richard Pilkington，？—），新西兰男子草地滚球运动员。他曾代表新西兰参加1958年大英帝国和英联邦运动会草地滚球比赛，获得一枚金牌。